# Lebbeke
Lebbeke este o comună neerlandofonă situată în provincia Flandra de Est, regiunea Flandra din Belgia. La 1 ianuarie 2008 avea o populație totală de 17.651 locuitori. Comuna Lebbeke este formată din localitățile Lebbeke, Denderbelle și Wieze. Suprafața totală a comunei este de 26,92 km². 